# Дора (студија случаја)
Дора је псеудоним који је Зигмунд Фројд дао пацијенту коме је дијагностиковао хистерију и лечио је једанаест недеља 1900 године. Њен најочитији хистерични симптом била је афонија или губитак гласа. Право име пацијента било је Ида Бауер (1882–1945). Њен брат Ото Бауер био је водећи члан аустро-марксистичког покрета.
Фројд је објавио студију случаја о Дори, Фрагменти анализе случаја хистерије (1905).

## Историја случаја

### Породица
Дора је живела са својим родитељима који су живели у браку без љубави, и становали су поред пара који је назван Фрау К и Хер К. Криза због које је њен отац довео Дору до Фројда била је њена оптужба да је Хер К покушао на силу да је пољуби, због чега га је она ошамарила. Ову оптужбу је Хер К порицао и Дорин отац није веровао у њу.
И сам Фројд је имао резервисан став у почетку, али Дора је убрзо открила да је њен отац био у вези са Фрау К и да је осећала да ју је због тога "наметао" Хер К-еју. Прихватајући у почетку њено виђење догађаја, Фројд је успео да уклони њен симптом кашља; али притискајући је да прихвати сопствену импликацију у сложеној породичној драми и привлачност према Хер К-еју, отуђио је свог пацијента, која је нагло завршила лечење након 11 недеља, произвевши, горко је известио Фројд, терапијски неуспех.

### Снови
Фројд је у почетку хтео да назове случај „Снови и хистерија“, што би био допринос анализи снова, и наставак Тумачењу снова, увидео образложење за објављивање фрагментарне анализе.
Ида (Дора) је Фројду испричала два сна. У првом:
| „ | Кућа је горела. Отац је стајао поред мог кревета и будио ме. Брзо сам се обукла. Мајка је желела да се заустави и спаси своје драгуље, али отац је рекао: 'Одбијам да дозволим да спалимо себе и своје двоје деце због драгуља.' Пожурили смо доле и чим сам изашла, пробудила сам се. | ” |

Други сан је знатно дужи:
| „ | Шетала сам по граду који нисам познавала. Видела сам улице и тргове који су ми били необични. Тада сам ушла у кућу у којој сам живела,отишла у своју собу и нашла писмо мајке које је тамо лежало. Написала је рекавши да, пошто сам отишла од куће без знања родитеља, није желела да ми пише да је отац болестан. „Сада је мртав и ако желиш, можеш доћи.“ Затим сам отишла до станице и питала стотинак пута: „Где је станица?“. Увек сам добила одговор: „Пет минута“. Тада сам испред себе угледала густо дрво у које сам ушла и тамо питала човека кога сам упознала. Рекао ми је: „Још два и по сата“. Понудио се да ме прати. Али сам одбила и отишла сама. Видела сам станицу испред себе и нисам могла да приђем. Истовремено, имала сам необичан осећај тескобе који човек има у сновима када не може да иде напред. Тада сам била код куће. Сигурно сам у међувремену путовала, али о томе нисам знала ништа. Ушла сам у портирницу и распитала се за наш стан. Служавка ми је отворила врата и одговорила да су мајка и остали већ на гробљу. | ” |

Фројд је оба сна тумачио као да се односе на сексуални живот Иде Бауер - случај драгуља који су били у опасности представљали су симбол невиности коју њен отац није успео да заштити од Хер К-еја. Железничку станицу је у другом сну протумачио као упоредив симбол.
На крају, Фројд види Иду како потискује жељу за својим оцем, жељу за Хер К-ејем, и жељу за Фрау К. Када је нагло прекинула терапију - симболично тек 1. 1. 1901. на Фројдово разочарање, он је то доживљавао као неуспех аналитичара, који је заснован на томе што је игнорисао пренос.
Годину дана касније (април 1902), Ида се последњи пут вратила Фројду и објаснила да су се њени симптоми углавном рашчистили; да се суочила са К-ејом, и признала је да је све време био у праву, али да је недавно развила болове у лицу. Фројд је детаље о овоме додао у свој извештај, али је свој рад ипак сматрао свеукупним неуспехом. Касније је додао фусноту у којој се окривио што није нагласио Идину везаност за Фрау К, уместо за Хер К-еја, њеног супруга.

### Фројдова интерпретација
Кроз анализу, Фројд тумачи Идину хистерију као манифестацију њене љубоморе према односу између Фрау К и њеног оца, у комбинацији са мешаним осећањима Хер-овог сексуалног приступа према њој. Иако је Фројд био разочаран почетним резултатима случаја, сматрао је да је то важно, јер је то подигло његову свест о феномену преноса, за шта је оптужио своје наизглед неуспехе у том случају.
Фројд јој је дао име „Дора“, а у „Психопатологији свакодневног живота“ детаљно описује које су могле бити његове несвесне мотивације за одабир таквог имена. Дојиља његове сестре морала је да се одрекне свог правог имена Роса, када је прихватила посао, јер се и Фројдова сестра такође звала Роса - уместо тога узела је име 'Дора'. Дакле, када је Фројду требало име за некога ко није могао да задржи своје право име (овог пута, како би сачувао анонимност свог пацијента), Дора му је пало на памет.

## Критика

### Рана поларизација
Фројдова студија случаја је у првом прегледу осуђена као облик менталне мастурбације, неморална злоупотреба његовог медицинског положаја. Британског лекара Ернеста Џоунса студија је водила да постане психоаналитичар, стекавши „дубок утисак да у Бечу постоји човек који је у ствари слушао сваку реч коју су му пацијенти рекли "прави психолог“. Карл Јунг се такође одушевљено прихватио студије.